# カメルーン・ラジオテレビ
カメルーン・ラジオテレビ（英語：Cameroon Radio Television、略称：CRTV、フランス語：Radiodiffusion-télévision du Cameroun）はカメルーンの公共放送局。国営のラジオ、テレビ局で、元々カメルーン・テレビ（Cameroon Television、CTV）として開始、後にラジオ放送と合併しCRTVとなった。カメルーンの全10地域をカバーしている。放送内容は一般的に、政府寄りであると見られている。
アフリカ放送連合（AUB）に加盟している。

## 概要
ほとんどの放送はフランス語で行われているが、カメルーンの公用語はフランス語と英語であるということもあり、英語の放送もある。CRTVの番組は国内政策のドキュメンタリーやニュース解説、アジアやブラジルから輸入される娯楽番組などもある。

## 沿革
1940年にフランス政府がカメルーンで初のラジオ放送「ラジオ・ドゥアラ（Radio Douala）」をドゥアラで開局。当時は自由フランスのプロパガンダ・メディアとして利用された。1955年には公式に「ラジオ・カメルーン（Radio Cameroun）」として開局。1962年までは海外フランス放送公社（SORAFOM、la Société de Radiodiffusion de la France d'Outre-mer）が運用を行っていたが、1963年にカメルーン政府が買収することとなり、ヤウンデに本社を置くカメルーンラジオ放送公社となった。これはカメルーン情報文化省傘下の国立放送部（RNC）による直接指導体制であった。
テレビ放送の計画は1974年に、計画産業省とEUROPACEが視聴覚による大衆教育制度の確立を狙って協力することに調印すると同時に開始された。1985年12月に放送が開始された。1986年4月に国営テレビCTVが設立された。
1988年1月に、ラジオ放送とテレビ放送部門が一つになり、カメルーン・ラジオテレビ（l’Office de Radiodiffusion Télévision Camerounaise、CRTV）が設立された。

## 組織

### ラジオ
CRTVは全国放送と全10州に各1局のローカル放送局から成る。
- CRTV Adamaoua（アダマワ）
- CRTV Centre（中央）
- CRTV Est（東部）
- CRTV Extrême-Nord （極北）
- CRTV Littoral（リトラル）
- CRTV Nord（北部）
- CRTV Nord-Ouest（北西）
- CRTV Ouest（西部）
- CRTV Sud （南部）
- CRTV Sud-Ouest（南西）

また7局のローカルFM局もある。
- CRTV Wave FM
- CRTV Kousseri FM
- CRTV Yagoua FM
- CRTV Yaounde FM94
- CRTV Mount Cameroun FM
- CRTV Suelaba FM
- CRTV Poala FM

### テレビ
現在、2018年に出来たCRTVニュースと、2019年に開始されたCRTVスポーツ&エンターテインメントという2つのチャンネルがある。